# Penetopteryx
Penetopteryx es un género de peces de la familia Syngnathidae, del orden Syngnathiformes. Este género marino fue descrito científicamente en 1881 por Godefroy Lunel.

## Especies
Especies reconocidas del género:
- Penetopteryx nanus (N. Rosén, 1911)
- Penetopteryx taeniocephalus Lunel, 1881